# 北中山村
北中山村（きたなかやまむら）は福井県今立郡にあった村。現在の鯖江市の東部中央および越前市赤坂町・新堂町にあたる。

## 地理
- 山岳 ： 弁財天山、広野山、城山、水谷山、三里山
- 河川 ： 服部川

## 歴史
- 1889年（明治22年）4月1日 - 町村制の施行により、新堂村、川島村、落井村、松成村、赤坂村、磯部村、下戸口村、中戸口村、上戸口村及び三峯村の区域をもって、北中山村が発足する。
- 1955年（昭和30年）6月10日 - 分割して、大字赤坂及び大字新堂の区域が粟田部町、大字中戸口、大字上戸口、大字三峯、大字松成、大字落井、大字磯部、大字下戸口及び大字川島の区域が鯖江市に編入する。

## 経済
農業
『大日本篤農家名鑑』によれば北中山村の篤農家は、「植村善四郎、竹内喜八郎、酒井清四郎、山田傳治、青木治郎作、小田傳治、小柳由松、堀竹蔵、前田喜平、田中孫右衛門、玉邑金兵衛」などである。

## 地域

### 健康
医師
- 山本左仲 - 磯部[2]。
- 林兼内外 - 落井[2]。
- 中村平三郎 - 赤坂[2]。
- 鎌数俊泰 - 下戸口[2]。

## 交通

### 鉄道路線
- 福井鉄道
  - 南越線
    - 越前赤坂駅 - 戸ノ口駅